# Lotus 88
Der Lotus 88 war ein Formel-1-Rennwagen des britischen Rennstalls Lotus, der in der Formel-1-Saison 1981 eingesetzt werden sollte, jedoch seitens der Funktionäre für unzulässig erklärt wurde.

## Technische Daten
Für die Formel-1-Saison 1981 waren laut Reglement die Wing-Cars verboten worden. Die entsprechende Textpassage in französischer Sprache besagte jedoch nur, dass jedes aerodynamische Teil des Autos komplett mit dem Chassis verbunden sein musste. Unklar war allerdings, ob es sich bei dem Wort Chassis um die Einzahl oder Mehrzahl handelte. Diese Grauzone ausnutzend begannen Chapman und Wright einen neuen Rennwagen zu konstruieren.
Der Lotus 88 bestand aus zwei ineinander liegenden und weitgehend unabhängig voneinander gefederten Zwillings-Chassisteilen (Doppelchassis) die jeweils aus Kohlenstoff- und Aramidfasern verstärktem Kunstharz gefertigt waren. Das sogenannte innere Primärchassis umfasste das Cockpit sowie die Motor- und Getriebeeinheit des Fahrzeugs, während das äußere Sekundärchassis – genau genommen Teil der Karosserie – mit den Seitenschürzen den Luftstrom regulierte. Beide Chassis waren durch Federn miteinander verbunden. Bei zunehmender Geschwindigkeit presste der Luftstrom das Sekundärchassis mit den daran befestigten Seitenschürzen gegen die Fahrbahn, wodurch ein hoher Saugeffekt erzeugt wurde, der dem Fahrzeug höhere Kurvengeschwindigkeiten gestattete. Die Tunnel unter dem Auto reichten vom Beginn der Seitenkästen bis hin zum Heck. Die erzeugte Bodenhaftung war so hoch, dass auf den Frontflügel weitgehend verzichtet werden konnte und der Heckflügel nur aus einer einfachen Endplatte bestand. Umgekehrt richtete sich das Fahrzeug bei niedrigeren Geschwindigkeiten wieder auf.
Diese Art der „Flexibilität“ war der Grund, warum Ferrari und Williams beim Debüt des Lotus 88 in Rio de Janeiro gegen die Zulassung des Fahrzeugs protestierten, insbesondere weil hierdurch der vorgeschriebene Mindestabstand zwischen Chassis und Fahrbahn von nicht weniger als 60 mm deutlich unterschritten würde, was einen klaren Reglementverstoß darstelle. Diese Vorgabe wurde zwar vom Lotus 88 erfüllt, allerdings nur im Stand. Nach einer technischen Überprüfung des Rennwagens durch die Funktionäre wurde der Vorwurf bestätigt, der Lotus 88 für illegal erklärt und die Freitags-Trainingszeiten von Elio de Angelis wurden annulliert. Das anschließende Rennen bestritten er und Nigel Mansell – für ihn hatte kein zweiter Lotus 88 zur Verfügung gestanden – auf Lotus 81.
Nach einem weiteren Ausschluss des Lotus 88 beim Großen Preis von Argentinien überarbeitete Chapman sein Fahrzeug und trat zum Grand-Prix von Großbritannien mit einer überarbeiteten B-Version erneut an. Die Modifikationen betrafen in erster Linie zusätzlich angebrachte Befestigungsstreben zwischen den beiden Chassis, um den Vorwurf der „Flexibilität“ zu negieren. Zusätzlich hatte Chapman sich vom R.A.C. die Legalität des Wagens bescheinigen lassen. Der Lotus 88B passierte anschließend anstandslos die technische Abnahme zum Rennen, wurde aber nach neuerlichen Protesten der anderen Teams von der FISA erneut für illegal erklärt. Chapman sprach daraufhin offen von Manipulation, verzichtete aber auf weitere gerichtliche Schritte.
Angetrieben wurden beide Versionen des Lotus 88 von einem wassergekühlten Ford-Cosworth-Achtzylinder-V-Motor mit 90° Bankwinkel und einem Hubraum von 2993 cm³. Bei einer Drehzahl von etwa 11.000/min leistete er rund 490 PS (360 kW). Das manuell zu schaltende, längs eingebaute Lotus-Hewland-Getriebe hatte fünf Vorwärtsgänge und einen Rückwärtsgang. Die Spurweite des Fahrzeugs betrug vorn 1778 mm und hinten 1600 mm. Der Tank fasste 182 Liter.

## Sponsor
Hauptsponsoren des Teams waren das monegassische Ölhandelsunternehmen Essex und der Schweizer Uhrenhersteller Tissot.